# Erik XI.

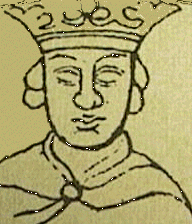
Erik XI.

Erik XI., genannt „der Lispelnde und Lahme“ (Erik Eriksson läspe och halte, * 1216; † 2. Februar 1250), war König von Schweden. Erik wurde kurz nach dem Tod seines Vaters Erik X. geboren.

## Leben
Schon im Jahre nach Eriks Geburt wollte Papst Honorius III. ihn als König einsetzen, aber der schwedische Adel bevorzugte Johann I., der als 15-Jähriger zumindest formal eigene Beschlüsse fassen konnte. Daraufhin begab sich Eriks Mutter Rikissa mit dem Kleinkind nach Dänemark an den Hof ihres Bruders Waldemar II.
Erik XI. wurde nach Johanns Tod 1222 als Sechsjähriger zum König gewählt und spätestens am 31. Juli 1224 in Strängnäs zum König gekrönt. Schweden wurde daraufhin von einem Reichsrat geleitet, das erste Mal, dass diese Institution genannt wird. Der wurde teils von Bischof Bengt von Skara († 1228), teils von einem gewissen Knut Holmgersson geleitet, von dem man meint, dass er ein Bruder von Erik dem Heiligen gewesen sei. Er könnte auch aus dem Geschlecht der Folkunge gewesen sein. Dieser Knut zettelte einen Aufstand gegen Erik an und besiegte ihn 1229 in der Schlacht bei Olustra (Södermanland). Erik wurde gestürzt und floh nach Dänemark. Ein Mitglied aus dem Rat, Knut Långe, setzte sich an seine Stelle. Nach Knut Långes Ableben 1234 konnte Erik auf den Thron zurückkehren, aber gegen Knuts mächtigen Jarl Ulv Fase konnte er sich nicht durchsetzen. Ulv starb zwar 1247, doch auch unter dessen Nachfolger, seinem mächtigen Schwager Birger Jarl, blieb Erik ein schwacher König, der sich wenig an der Regierung beteiligte.
In seine Regierungszeit fiel eine wichtige Kirchenversammlung um 1248. Der Papst war durch seinen Gesandten Wilhelm von Sabina vertreten. Es handelte sich um eine Reformsynode, die unter anderem die Ehe von Priestern verbot und den Zölibat einführte.
Erik XI. war mit Katarina Sunesdotter aus dem Bjälbo-Geschlecht († 1252) verheiratet, die Ehe blieb aber kinderlos. Mit ihm starb das Eriksgeschlecht aus. Nach seinem Tod zog sich Katarina in das Kloster Gudhem zurück.